# Bistum Bitonto

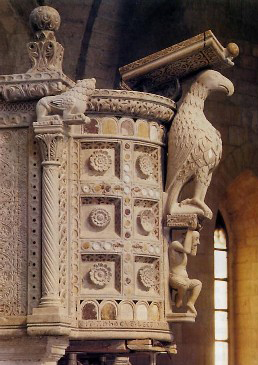
Die Kanzel von San Valentino

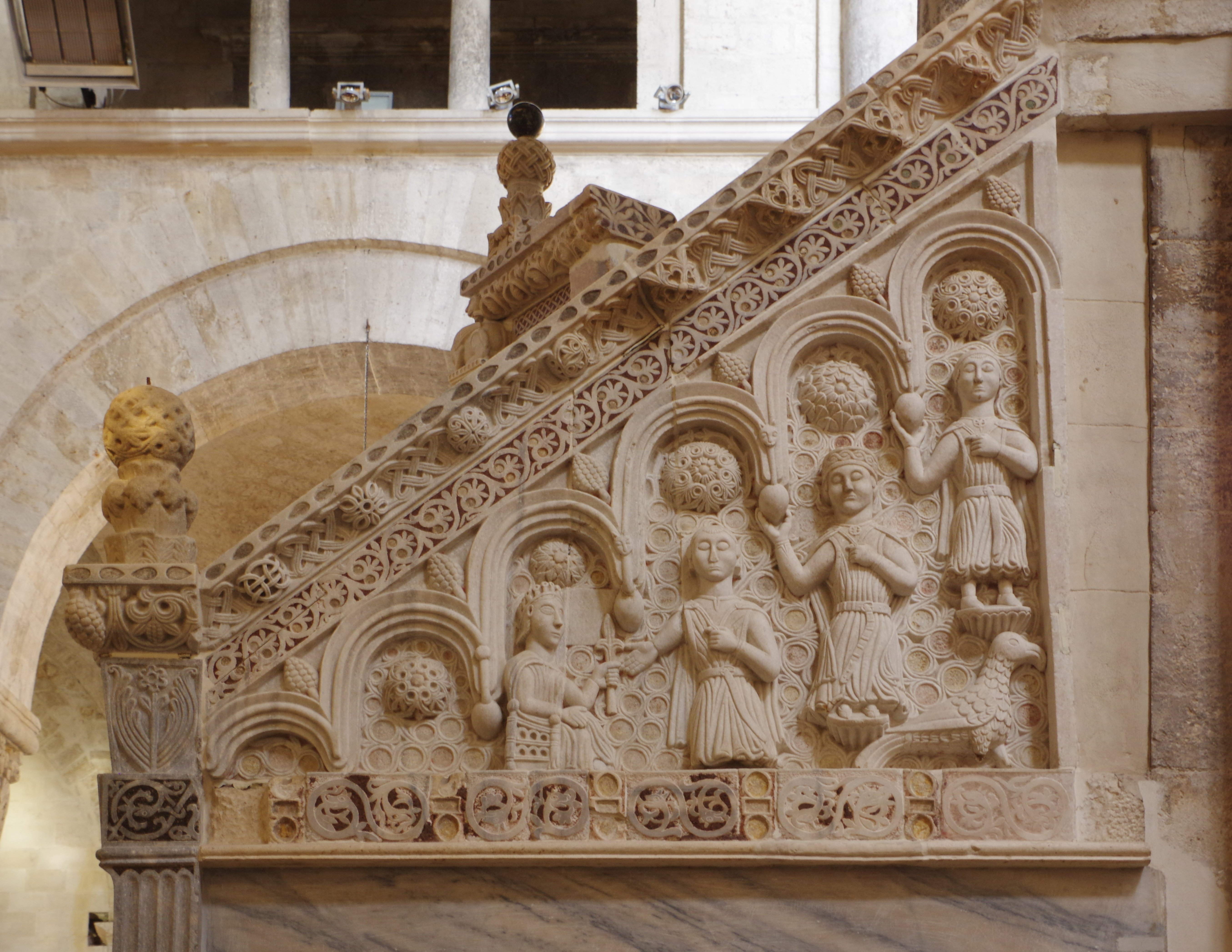
Das Kanzelrelief in der Kathedrale

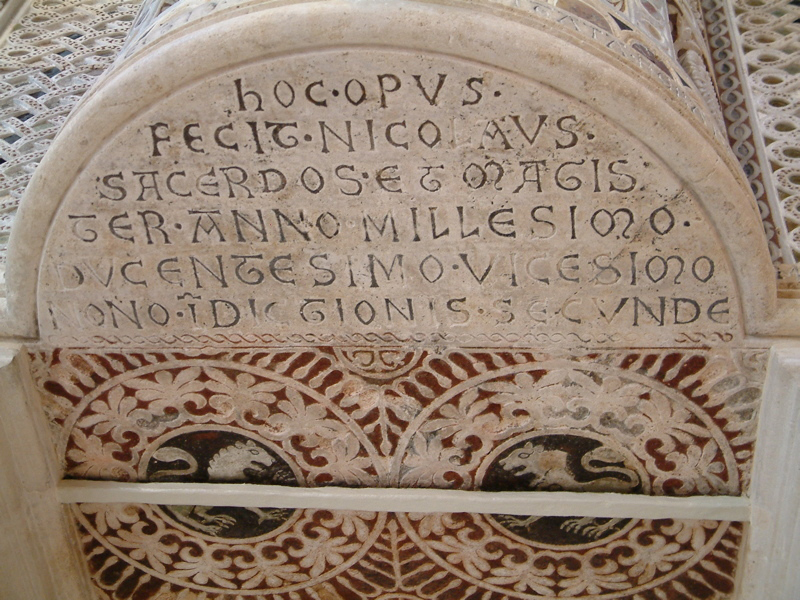
Die ‚Unterschrift‘ des magister Nicolaus

Das ehemalige Bistum Bitonto (lat. Dioecesis Bituntina) in Italien wird erstmals 1089 unter Urban II. als Suffragan von Bari genannt. Der erste namentlich bekannte Bischof Johannocarus wird 1176 genannt, seine Nachfolger sind ebenfalls anonym, erst 1240 erfahren wir von einem Dominicus, der aber ab 1243 im Exil leben musste wie seine Nachfolger Pancratius und Teodorico Borgognoni. Seit Bernhard Caracciolo (1266–1280) hatten die Bischöfe wieder Zutritt zu ihrer Diözese. Sie gehörte zur Kirchenprovinz Bari.
Nachdem es bereits am 27. Juni 1818 mit dem Bistum Ruvo vereinigt worden war, wurde es am 30. September 1982 noch einmal aus diesem herausgetrennt und verselbständigt. Doch bereits am 30. September 1986 kam das endgültige Ende des Bistums, welches nun mit dem Erzbistum Bari vereinigt wurde.

## San Valentino (Bitonto)
San Valentino folgt dem vorbildhaften Bautypus der Emporenbasilika San Nicola in Bari und wurde ungefähr von 1175–1220/30 erbaut. Massive Pfeilerblendarkaden (auch byzantinische Nischenpfeiler) und eine Zwerggalerie zeichnen die Südflanke der Basilika aus, die somit insgesamt stark plastisch durchgliedert ist. Der Bau folgt in dieser Außengliederung eng dem Vorbild Baris.
Der flach gedeckte dreischiffige Innenraum der Säulenbasilika zeigt ein Emporengeschoß über den Seitenschiffen, ähnlich wie Bari und San Pellegrino in Trani.

### Kanzel von Meister Nicolaus
Das bedeutendste Kunstwerk der Kirche ist die Kanzel von magister Nicolaus aus dem Jahr 1229. Das Kanzelrelief an der Außenseite des Aufganges ist ein Lehrstück der staufischen Reichsmetaphysik. Während des Kreuzzuges war die Stadt von Kaiser Friedrich II. abgefallen, kurz danach aber zurückgewonnen worden. Als Sühnedenkmal wurde dieses Relief geschaffen, indem vier staufische Herrscher in direkter aufsteigender Linie nebeneinander gestellt wurden: Friedrich Barbarossa, sein Zepter in der Linken an seinen Sohn Heinrich weiterreichend. Daneben – eine Stufe höher – Friedrich II. und als letztes sein Sohn Konrad IV oder sein Sohn Heinrich VII. Letzteres ist ob der ungenauen Datierung offen. Eine Krone haben nur zwei, nämlich Friedrich I. als Begründer der Dynastie und Friedrich II. als der derzeit Herrschende.
Es erinnert an die Predigt des Nikolaus von Bari, die dieser im Sommer 1229 gehalten hat. Darin hatte Nikolaus das Haus Staufen in die Nähe des biblischen Hauses David gerückt und zum Endkaisergeschlecht erklärt.
Das Relief wächst wie aus pflanzlichen Ornamenten heraus ähnlich einem Stammbaum. Ein Vogel am Fuß des Reliefs stellt eine Mischung dar aus dem staufischen Adler und dem Vogel Phoenix, dem Symbol der Unsterblichkeit, ähnlich der Ahnenreihe Christi auf mittelalterlichen Reliefs, an die sich Friedrich II. hier zum wiederholten Mal bewusst anlehnte. Die symbolische Aussage dieser Darstellung ist: auch das staufische Geschlecht wird bis in alle Ewigkeit herrschen – was sich allerdings nicht bewahrheiten sollte.
Siehe auch: Liste der römisch-katholischen Diözesen, Liste der ehemaligen katholischen Diözesen, Liste der Bischöfe von Bitonto